# Melasina lativagans
Melasina lativagans är en fjärilsart som beskrevs av Edward Meyrick 1934. Melasina lativagans ingår i släktet Melasina och familjen säckspinnare. Inga underarter finns listade i Catalogue of Life.